# Puzzle ring
「Puzzle ring」（パズルリング）は、ヴィドールのメジャーデビューシングルである。

## 概要
- ヴォーカル樹威はメジャーデビューするならこの曲が一番しっくりきたと語っている。
- 愛の証として贈られる指輪「パズルリング」がモチーフになっている。「パズルリング」

## 収録曲
1. Puzzle ring
  - （脚本:樹威 / 原作:樹威 / 編曲:成田忍・ヴィドール）
2. Nausea
  - （脚本:樹威 / 原作:シュン)